# 新富士車站 (北海道)
新富士車站（日语：／ Shin-fuji eki */?）是位於北海道釧路市新富士町，屬於北海道旅客鐵道（JR北海道）根室本線與日本貨物鐵道（JR貨物）的鐵路車站。JR北海道車站編號為K52，JR貨物的編號則為1025。電報略號為。

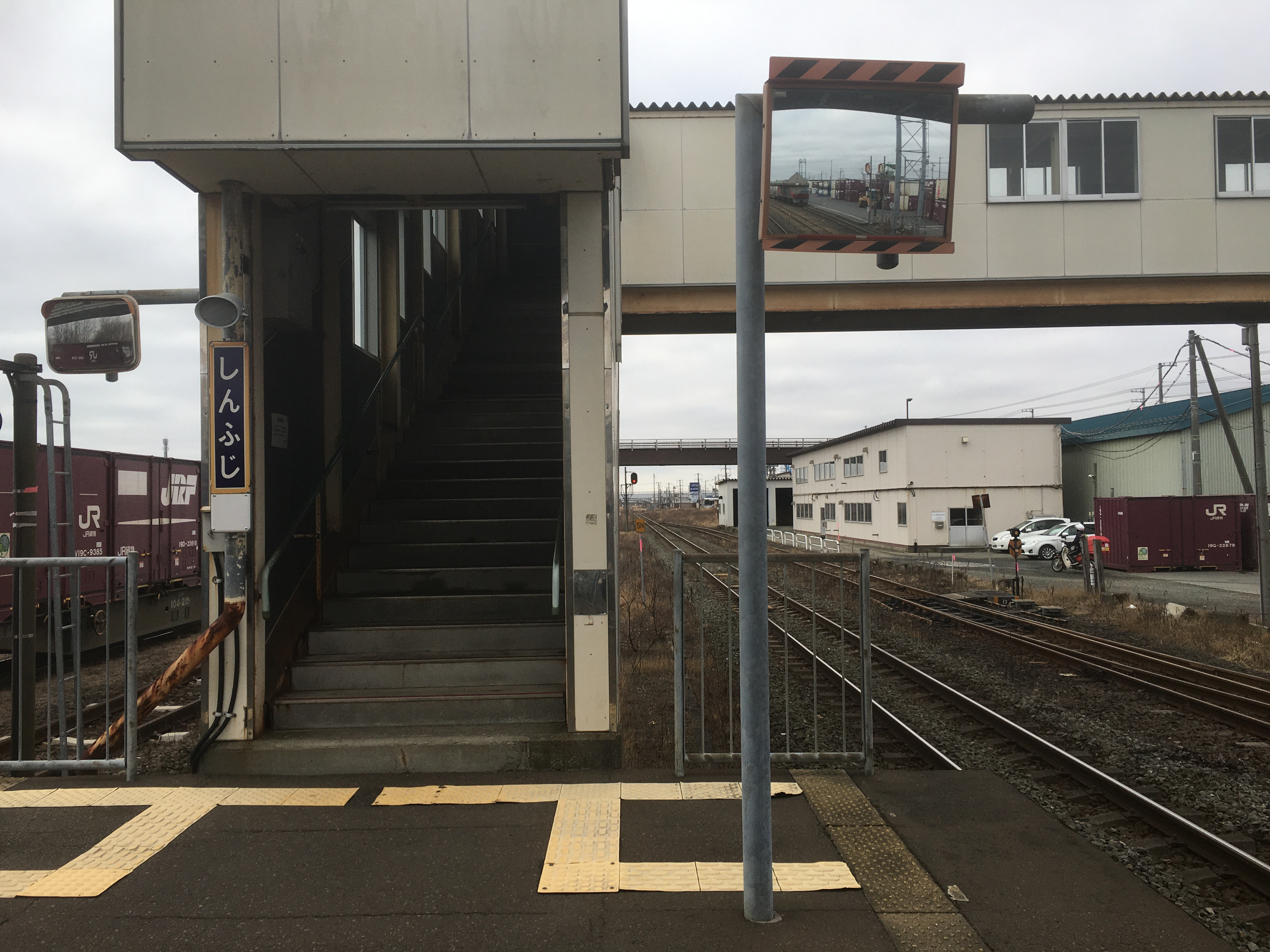
另一側的出入口(2021年12月)

## 車站構造

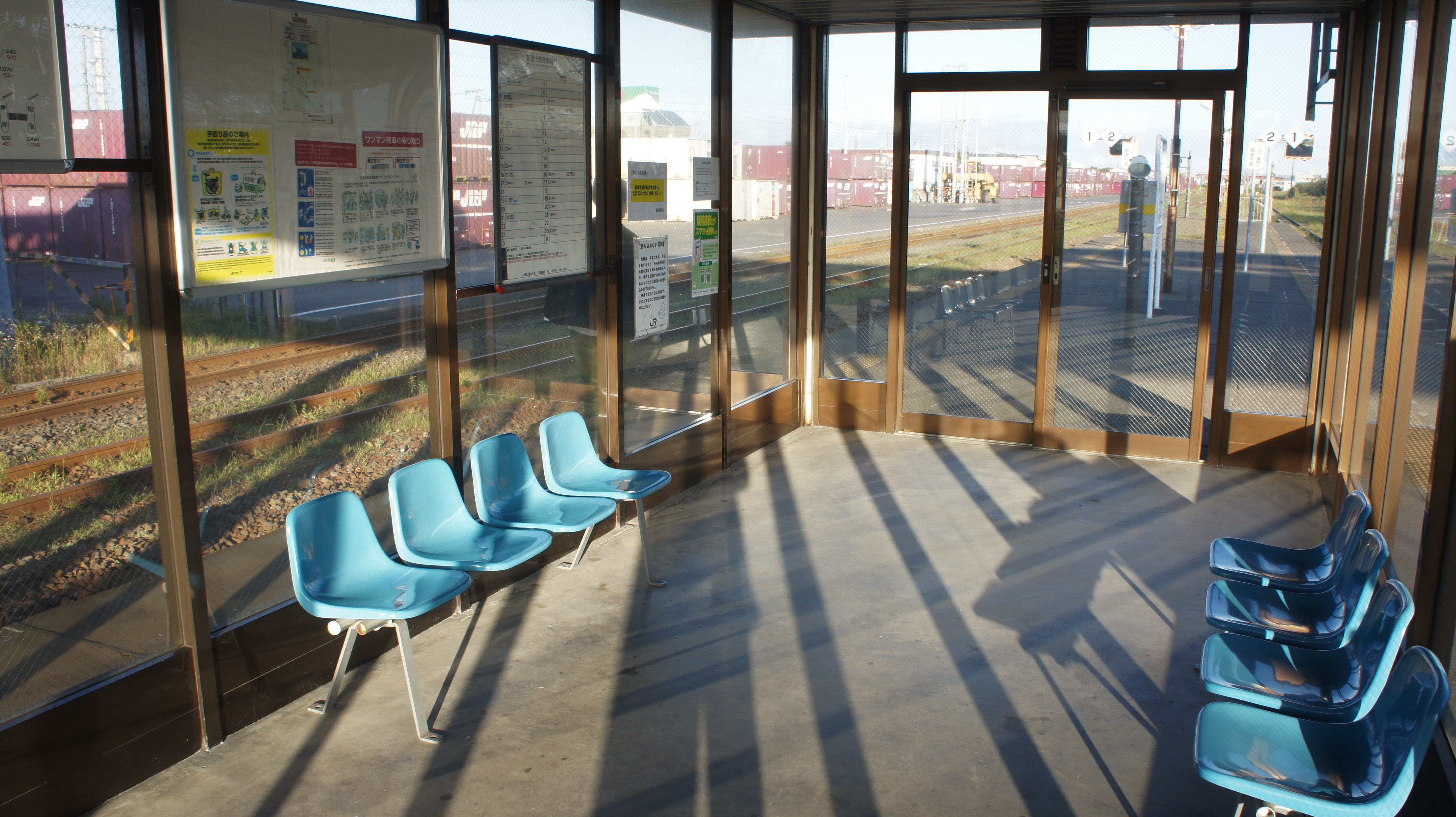
候車室内(2018年9月)

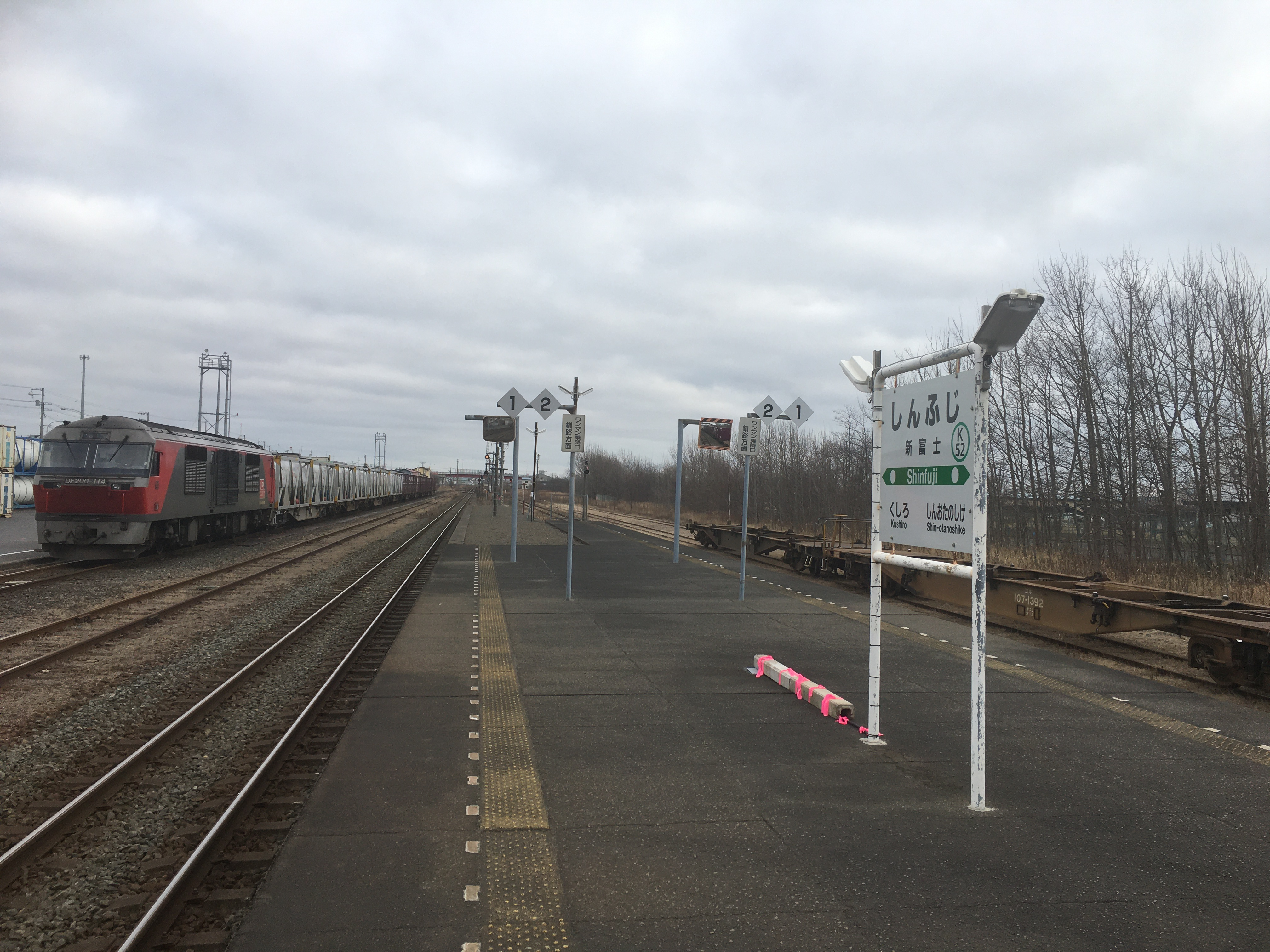
月台(2021年12月)

本站現時採用簡易車站模式，於新富士通及鳥取東通的十字路口前設有出入口，並沿行人天橋直通至車站月台。而位於貨物站月的站房則屬於JR貨物的站房，不辦理JR北海道客運車票服務。

### 月台配置
站內設有1面2線的島式月台。月台的南北兩邊為貨物列車專用軌道，亦設置列車接近燈及蜂鳴器。過往月台北面靠近貨物月台的線路稱為0號線，因此按排列，客運月台為2號及3號線，但現時於月台上及發車時間表上均以1號月台及2號月台標示，其中靠近貨物站方向為1號月台，為主要乘降月台；2號月台（靠向西港臨海公園一方）為2號月台，2021年度時間表改正時只有上午一班往芽室的班次因列車交換而使用。
月台上建有一座以鋼架及玻璃幕所建成的候車室1座，內設有兩排4獨立座位的塑膠長櫈。候車室雖然掛有近距離車費表圖，但並未設置簡易自動售票機。
| 月台 | 路線      | 方向 | 前往                             |
| ---- | --------- | ---- | -------------------------------- |
| 1・2 | ■根室本線 | 上行 | 白糠、音別、帶廣、芽室、新得方向 |
| 1・2 | ■根室本線 | 下行 | 釧路方向                         |

## 貨物車站
JR貨物車站位於旅客車站北面出口的東側，為1面1線的貨櫃月台。在2005年度，出口貨物分別為96,647噸（貨櫃貨物）及400噸（車載貨運），進口貨物分別為87,841噸（貨櫃貨物）及400噸（車載貨運）。

## 歷史
由於作為與製紙工廠專用軌道的轉車站而開始營業。當時東海道本線已經有富士車站的緣故，故命名為新富士車站。車站名稱是來自在1920年開業的日本製紙釧路工廠在當時的公司名稱「富士製紙，但在1988年，
JR東海在東海道新幹線新設立同名車站。
此外，作為釧路開發埠頭線的起點，在車站的東南面設置小型編組場。
- 1923年12月25日：國鐵根室本線大樂毛 - 釧路間車站增設本站，正式營業。一般車站[3]。
- 1929年11月：簡易軌道（後來的鶴居村營軌道）雪裡線開始營業。
- 1946年2月10日：釧路埠頭倉庫株式會社舖設自本站至釧路港北埠頭的埠頭線（英语：釧路開発埠頭埠頭線），並開始營運。
- 1948年5月28日：雄別鉄道本線至製紙的鳥取岐線（1926年11月開始營運）以本站起與鳥取支線接續。統稱「鳥取側線」。並與鶴居村營軌道平面交差。
- 1949年：

- 1月：増設釧路埠頭倉庫埠頭線、雑貨線及木材線。設置貯炭場的高架棧橋。
- 9月：釧路埠頭倉庫埠頭線、與鳥取側線接續。開始雄別媒炭埠頭貯炭場的直送。

- 1951年7月1日：釧路埠頭倉庫的鐵道部轉讓予雄別炭礦鐵道[2]。
- 1952年9月11日：雄別鐵道埠頭線（後來的釧路開發埠頭埠頭線）開始通行。
- 1967年8月20日：鶴居村營軌道（新富士～溫根內）廢線[4]。
- 1968年1月21日：雄別鐵道鶴野線開始通行。
- 1970年4月16日：鶴野線廢線[5]，並讓渡於釧路開發埠頭。
- 1977年12月1日：西港線開始通行。
- 1979年7月15日：除專用線外，其他車載貨物處理取消。
- 1984年2月1日：埠頭線廢線，同時取消所有貨物及行李處理。
- 1986年11月1日：車站無人化。
- 1987年4月1日：國鐵分割民營化後，由JR北海道繼承。
- 1989年8月1日：JR貨物車站開始營業，貨物處理再次開始。
- 1997年3月22日：開始與中斜里車站之間的載貨汽車運輸。
- 1999年9月10日：廢除西港線。
- 2011年3月12日：貨物站改稱「釧路貨運站」[6][7]。

## 車站周邊
車站周圍主要是工廠及配送中心。
- 北海道道559號新富士停車場線
- 釧路警察署鳥取警署
- 釧路新富士郵政局
- 釧路信用金庫西港分店
- 北洋銀行釧路十条分店
- 北海道銀行鳥取分店
- 日本運通釧路總分店
- 日本郵政釧路碼頭分店
- 日本製紙釧路工廠
- 道新釧路印刷（北海道新聞社印刷工廠）
- 北海道旅客鐵道釧路運輸車輛所
- 釧路火力發電廠
- 釧路港灣建設事務所
- 東西石油碼頭（由新日本石油及宇宙石油合併）釧路油庫
- 新日本石油釧路西港油庫（瀝青專用）
- 日本能源公司釧路西港油庫
- 昭和蜆殼石油釧路油庫
- 出光興業釧路油庫
- 日冷公司釧路物流中心
- 釧路市中央批發市場
- 北連飼料西港工廠
- 全酪連釧路飼料工廠
- CO-OP化學釧路飼料工廠
- 札幌生協物流中心
- SEICOMART道東地區總部
- 陸運局釧路陸運分局
- 釧路巴士「新富士車站」車站

## 相鄰車站
北海道旅客鐵道（JR北海道）
■根室本線
新大樂毛（K51）－新富士（K52）／（貨）釧路貨運站－釧路（K53）

### 曾經存在的路線
釧路開發埠頭
北埠頭線
新富士－北埠頭
西港線
新富士－西港
雄別鐵道
鶴野線
鶴野－新富士

## 外部連結
- （日語）JR北海道 – 新富士車站 （页面存档备份，存于）
- （日語）新富士車站 （页面存档备份，存于）
- （日語）全驛參觀之旅 （页面存档备份，存于）